# 吴贻弓
吴贻弓（1938年12月1日—2019年9月14日）是一位中华人民共和国电影导演、编剧。中国大陆第四代导演之一。:461曾任中国电影家协会主席、中国文联副主席。曾主导创办上海国际电影节。1983年凭借《城南旧事》获得第3届中国电影金鸡奖最佳导演奖。2012年荣获第十五届上海国际电影节华语电影终身成就奖。:1375

## 生平

### 早年
吴贻弓1938年12月1日生于重庆市，父辈以从事商业为生。伯父为其取名“贻弓”，其中“贻”为“收藏”之意。“弓”为兵器，所以“贻弓”意寓“刀枪不入，天下太平”。:53由于抗战导致时局混乱，所以吴贻弓小学学习阶段在昆明、贵阳、重庆、南京以及上海五个城市的六所学校之间辗转。在父亲的影响之下，吴贻弓很早对电影艺术展现出了热情，上初中时就开始流连于电影院，收集电影海报，并观看美国的原声电影。:226

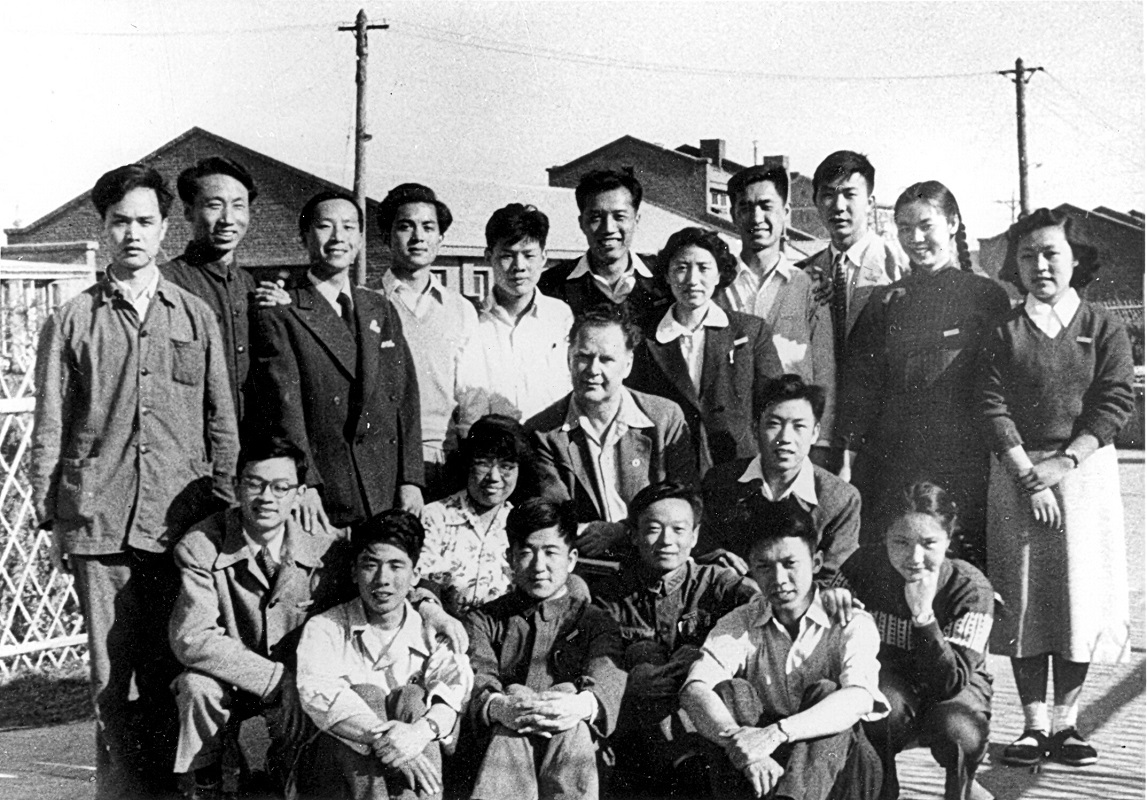
北京电影学院导演系1956届全班同学与苏联专家伊万诺夫（二排右二）的合影，二排左一为吴贻弓

1956年秋，吴贻弓从上海时代中学毕业，并违背长辈的意愿自主考入北京电影学院导演系。:53大学三年级时，吴贻弓与其同学季文彦合作拍摄了一个时长十分钟左右的短片《少年体育》，成为全班唯一有机会在影院公映的实习短片。吴贻弓毕业时与同学陈敏合作将作家王汶石的小说《大木匠》改编为三十分钟左右的电影作品。:226

### 职业生涯

#### 初出茅庐
1960年秋，吴贻弓大学毕业后被分配到上海海燕电影制片厂，开始担任见习助导和助理导演。他先后向孙瑜、沈浮、徐韬、鲁韧等知名导演求教。参与了《李双双》、《北国江南》等电影的拍摄工作。:173这一段学习和实践的经历为吴贻弓的导演功底奠定了较为坚实的基础。:171
1970年，吴贻弓以“战高温”名义被下放至上海化工系统的某生物制药厂当工人，期间钻研《楚辞》、《资治通鉴》、《己亥雜詩》等古典文史著作，以及《鲁迅全集》、《毛泽东选集》等当代著作选集。:53周恩来逝世后为怀念周恩来撰写剧本《这一周》，并寄给了长春电影制片厂，得到了自己在长影厂的同学们的热情肯定。:176

#### 回归上影
粉碎四人帮之后，吴贻弓重返上海电影制片厂，在担任由鲁韧执导的《于无声处》的副导演之后便自编自导了故事短片《我们的小花猫》。:227:171-172并荣获次年的文化部青年优秀创作奖。:53吴贻弓在该部短片中的出色表现也为他赢得了与吴永刚合作导演电影《巴山夜雨》的机会。:227《巴山夜雨》是吴贻弓执导的首部长故事片，在影片拍摄过程中，吴永刚大胆放手，所有拍摄的具体细节全由吴贻弓定夺。此片也为他获得了第1届中国电影金鸡奖最佳导演奖提名。:172-174以及第二届文汇电影奖最佳导演奖。:53

#### 执导《城南旧事》
1981年，时任全国人大常委会委员长叶剑英发表了对台统战的九条方针（即叶九条），标志着海峽兩岸關係进入了一个新的阶段。中国的电影界也顺应时政发展的新趋势，时任北京电影制片厂导演伊明率先将台湾作家林海音所著的小说《城南舊事》改编为文学剧本，得到了时任文化部副部长陈荒煤的赞赏，称这一剧本完全可以拍出一部朴素、自然且充满生活气息的电影。并将该剧本推荐给上影厂。上影厂厂长徐桑楚和副厂长石方禹看完剧本后也认同陈荒煤的意见，认为吴贻弓的个人风格与影片气质比较相符，便找其商谈影片的执导事宜。但吴贻弓看完这一文学剧本后认为此剧本包含过于明显的统战意识，游子乡愁情感的流露也过于浓烈，而这种情感的抒发应当更加含蓄和克制。于是吴贻弓在得到领导同意之后根据自己的想法写了一个导演工作台本，得到了领导和其老师的认可和赞赏。所以吴贻弓放心将自己的想法付诸实施，进行摄制。影片上影后得到了原著作者林海音的高度肯定。:42-44:232-233《城南旧事》荣获第2届马尼拉国际电影节最佳故事片金鹰奖，以及第3届中国电影金鸡奖最佳女配角和最佳音乐奖，还被评为第4届香港电影金像奖“十大华语片”。吴贻弓因此片赢得了第3届金鸡奖最佳导演奖。:53

#### 《城南旧事》之后的探索和突围
1983年，在拍摄完《城南旧事》之后，吴贻弓拍摄了电影《姐姐》，但影片内容贫乏，创作条件不成熟，并且获得的批评多于赞扬。所以该影片并不成功。:204-205翌年1月，吴贻弓担任上海市电影局副局长。1985年3月26日上海市电影局与上海电影制片厂合并为上海电影总公司，吴贻弓任新成立的上海电影总公司总经理。:53同年拍摄电影《流亡大学》，讲述了抗战爆发后校园知识分子的战地流亡经历。但并未引发热烈反响。:206下半年经批准加入中国共产党。:53
1987年，吴贻弓担任中外合拍片《少爷的磨难》的总导演，该影片由喜剧演员陈佩斯和德国演员罗尔夫·霍帕共同主演，张建亚任执行导演。:237-238该影片以批判金钱至上和财富崇拜为主题。但该影片制造的一系列夸张嬉闹的喜剧噱头令习惯了轻喜剧的中国观众颇感意外。:206在影评界引发了争议之声，不少评论认为这不是吴贻弓的导演风格，他不应去做“娱乐性”的片子。:68同年7月撤销上海电影总公司，恢复上海市电影局和上海电影制片厂，吴贻弓出任上海市电影局局长。10月出任上海电影制片厂厂长。:53
杨远婴认为，吴贻弓导演的《姐姐》、《流亡大学》和《少爷的磨难》三部影片，包含了三种不同的样式和价值取向，表明其在执导《城南旧事》之后一直尝试以類型片实现突破。虽然这三部电影所产生的艺术效应未能达到像《巴山夜雨》和《城南旧事》那样的程度，但都开拓了特定阶段的电影形式。:206

#### 人大代表、《阙里人家》和中央候补委员
1988年3月，吴贻弓当选第七届全国人大代表以及七届全国人大主席团成员。:53同年担任上影电视剧部与中国中央电视台电视剧部联合制作的电视剧《十八岁的男子汉》，此电视剧花了两三个月的时间拍摄完成，投资不到10万元。在观众中引发了热烈反响。该剧获得了当年大众电视金鹰奖和第二届上海国际电视节“白玉兰城市奖”。年底，吴贻弓受邀担任巴西第五届里约热内卢国际电影电视录像节国际评委。:73
1989年，吴贻弓卸任上海电影制片厂厂长，同年获得“新时期全国影视十佳电影导演”称号。翌年担任故事影片《月随人归》编导。:531990年11月，吴贻弓在出席山东济宁一个电影剧本研讨会之后返回上海途中参观了“曲阜孔庙、孔林和孔府”，参观途中的感受和产生的灵感成为了其此后执导的电影《阙里人家》的题材来源。吴贻弓将自己的感受给矫健、周梅森两位编剧分享，点燃了两人的创作热情，随后与于艾平、杨江一起开始创作该电影的剧本。这部电影于1991年12月18日正式开拍，:76-78主题是在山东曲阜的孔子后代在祖孙三代之间的道德与理想的冲突。:207此影片在审查和试映阶段获得了广电部电影局和时任上海市委副书记陈至立等的高度评价。:81并于1992年荣获首届长春电影节“银鹿杯”奖，于1993年荣获广电部1992年优秀影片奖等共3个奖项和中宣部“五个一工程”优秀电影提名。吴贻弓还在1992年10月当选中共十四大列席代表和中共十四届中央委员会候补委员，同年12月当选中共上海市第六届市委委员:72。后又当选中共十五大、十六大正式代表，并于1997年9月当选中共第十五届中央候补委员:26。:53

#### 重回上影、创办上海国际电影节
吴贻弓参与创办的上海国际电影节在1993年10月首次举行，:249其在这场电影节里担任组委会常务副主席。:53该电影节是中国创办的唯一一个国际A类电影节，吴贻弓此举扩大了中国电影在国际影坛上的声誉和影响力。:249
1994年1月，吴贻弓再度出任上海电影制片厂厂长，:53翌年8月，上海市委和市政府决定撤销原市电影局和市广播电视局，新组建成立市广播电影电视局，吴贻弓出任该局的艺术总监。:951996年12月，吴贻弓在中国文联第六次全国代表大会上当选中国文联副主席。:415-416后又在2001年中国文联第七次全国代表大会上连任中国文联副主席，:102006年11月在中国文联第八次全国代表大会上再度连任。:6

#### 《走出凯旋门》、《海之魂》和中国电影导演协会主席
1996年，吴贻弓担任根据法籍华裔作家勒内·韩的著作《一个中国人在布尔高涅》改编的电视剧《走出凯旋门》的艺术总监。1997年，海军作家李云良找到吴贻弓，希望吴贻弓将以自己三十年的海军生活经历创作的小说《海之魂》搬上银幕，吴贻弓接受了这一请求。:95-101同年9月在第2届中国电影导演协会年会上当选协会会长，并于2000年第3届年会上连任。:53

#### 《宝莲灯》、上海市文联主席和《上海电影志》
1998年4月，常光希、金復載等几位上海美术电影制片厂同事约吴贻弓在一家餐馆小聚，这些人期间提议吴贻弓担任动画电影《宝莲灯》的艺术总监。吴贻弓第二天接受了这个央求。:1011998年12月14日，吴贻弓在上海市文学艺术界联合会第五次代表大会上当选上海市文联主席。翌年10月23日，其主编的大型地方志《上海电影志》问世，由上海社会科学院出版社出版。:53-54:90

### 晚年
2002年5月，吴贻弓担任导演与词作者的大型原创音乐剧《日出》于上海国际音乐节举办期间首演，该音乐剧由廖昌永、陈佩斯、梁谷音等知名艺术家出演。吴贻弓创作这部音乐剧是因为其意识到中国原创歌剧的匮乏，希望中国今后能够在歌剧方面有所建树。:1052003年3月当选为十届全国政协委员、常委。同年12月当选为第七届中国电影家协会主席。:12
2012年4月8日，吴贻弓在中国电影导演协会2011年度表彰大会上获得终身成就奖。同年6月16日荣获第15届上海电影节华语电影终身成就奖。同年12月当选为中国文学艺术界联合会第10届荣誉委员。2018年，吴贻弓担任抗日电影《那些女人》的总导演，这部电影是其生前执导的最后一部电影。
2019年9月14日，吴贻弓于上海瑞金医院逝世，享年80岁。2022年1月5日入选“100名为中国电影作出突出贡献的电影工作者”名单。

## 个人作品

### 电影作品
| 年份 | 标题                   | 职务                 | 备注                   | 来源     |
| ---- | ---------------------- | -------------------- | ---------------------- | -------- |
| 1957 | 《大木匠》             | 编剧、导演           |                        | [ 网 6 ] |
| 1962 | 《李双双》             | 副导演               |                        | [ 网 6 ] |
| 1963 | 《兄妹探宝》           | 副导演               |                        | [ 网 6 ] |
| 1979 | 《于无声处》           | 副导演               |                        | [ 网 6 ] |
| 1980 | 《巴山夜雨》           | 导演                 | 与吴永刚联袂执导       | [ 网 6 ] |
| 1983 | 《城南旧事》           | 导演                 |                        | [ 网 6 ] |
| 1984 | 《姐姐》               | 导演                 |                        | [ 网 6 ] |
| 1985 | 《流亡大学》           | 导演                 |                        | [ 网 6 ] |
| 1987 | 《少爷的磨难》         | 导演                 | 与张建亚联袂执导       | [ 网 6 ] |
| 1989 | 《百变神偷》           | 监制                 |                        | [ 网 6 ] |
| 1990 | 《月随人归》           | 编剧、导演           |                        | [ 网 6 ] |
| 1992 | 《阙里人家》           | 导演                 |                        | [ 网 6 ] |
| 1994 | 《醉拳3》              | 制片人、出品人       |                        | [ 网 6 ] |
| 1995 | 《摇啊摇，摇到外婆桥》 | 制片人、出品人       |                        | [ 网 6 ] |
| 1995 | 《大捷》               | 编剧                 |                        | [ 网 6 ] |
| 1997 | 《海之魂》             | 导演、编剧           |                        | [ 网 6 ] |
| 1999 | 《宝莲灯》             | 美术设计（艺术总监） | 动画电影               | [ 网 6 ] |
| 2001 | 《第十三个名字》       | 编剧                 |                        | [ 网 6 ] |
| 2001 | 《我的爱情日记》       | 编剧                 |                        | [ 网 6 ] |
| 2011 | 《陶行知》             | 编剧                 |                        | [ 网 6 ] |
| 2018 | 《那些女人》           | 总导演               | 与江平、李作楠联袂执导 | [ 网 6 ] |

### 电视剧作品
| 年份 | 标题               | 职务     | 备注     | 来源     |
| ---- | ------------------ | -------- | -------- | -------- |
| 1988 | 《十八岁的男子汉》 | 导演     |          | [ 网 6 ] |
| 1990 | 《围城》           | 演员     | 饰周经理 | [ 网 6 ] |
| 1997 | 《走出凯旋门》     | 艺术总监 |          | :95      |
| 2000 | 《陈香梅》         | 导演     |          | [ 网 6 ] |
| 2002 | 《风帆》           | 导演     |          | [ 网 6 ] |

## 家庭
吴贻弓的妻子是张文蓉，出生于1940年，为河北霸州人，是上海电影制片厂演员。:898两人最初于1961年在电影《李双双》剧组中相识，1967年2月5日结婚。:141并育有一子吴天戈，其在1990年毕业于上海戏剧学院导演系之后成为上海电影制片厂导演，曾与父亲吴贻弓共同制作过多部影视剧。:147-149